# Нежинский механический завод
Нежинский механический завод (укр. Ніжинський механічний завод) — промышленное предприятие в городе Нежин Черниговской области.

## История
Предприятие было создано в ходе индустриализации СССР и введено в строй на рубеже 1920х - 1930х годов.
В советское время завод входил в число ведущих предприятий города, на балансе НМЗ находились база отдыха и другие объекты социальной инфраструктуры.
В середине 1980-х годов основной продукцией завода являлось оборудование для переработки рыбы.
После провозглашения независимости Украины государственное предприятие было преобразовано в открытое акционерное общество.
В мае 1995 года Кабинет министров Украины утвердил решение о приватизации завода в течение 1995 года.
По состоянию на начало 2013 года завод входил в число ведущих предприятий города и специализировался на производстве технологического оборудования для перерабатывающих отраслей АПК.
4 - 7 июня 2014 года на проходившей в Киеве выставке «Агро-2014» был представлен демонстрационный образец автопоезда-зерновоза Mercedes-Benz Actros 2641 с трехсторонней разгрузкой кузова и трёхосным прицепом на шасси Fliegl. Автомашина представляла собой совместный проект генерального представительства Mercedes-Benz в Украине, компании «АвтоКапитал» (крупнейшего дилера Mercedes-Benz на территории Украины), компании «Атлант» и Нежинского механического завода (на НМЗ был изготовлен кузов зерновоза).
После банкротства в 2015 году ОАО "Нежинский механический завод" было преобразовано в общество с ограниченной ответственностью

## Современное состояние
Завод является многопрофильным предприятием, которое выпускает комплектующие для железнодорожного транспорта (тормозные колодки и др.), оборудование для хлебопекарной, молочной и винодельческой промышленности, сельского хозяйства, а также твердотопливные котлы и др.